# Afrixalus nigeriensis
Afrixalus nigeriensis es una especie de anfibios de la familia Hyperoliidae.
Habita en Costa de Marfil, Ghana, Guinea, Nigeria y posiblemente Liberia.
Su hábitat natural incluye bosques tropicales o subtropicales secos y a baja altitud y marismas intermitentes de agua dulce.
Está amenazada de extinción por la pérdida de su hábitat natural.